# Robert Mayer

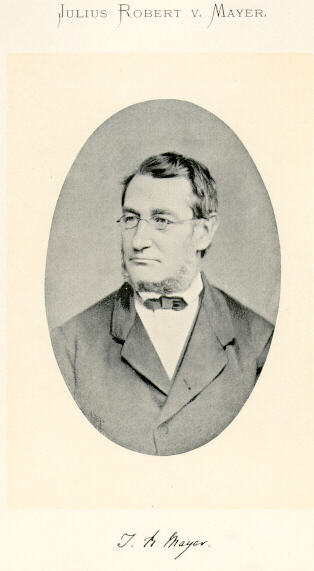
Julius Robert von Mayer (1868)

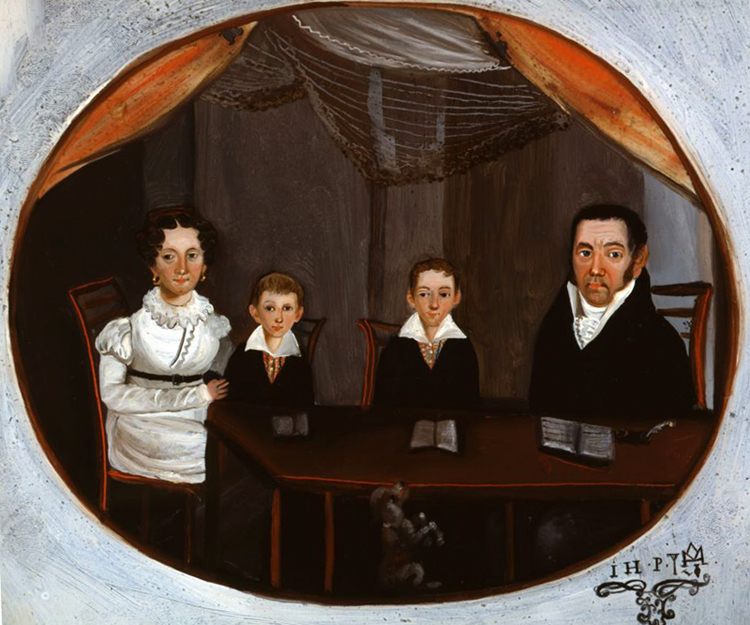
Hinterglasgemälde der Familie Mayer um 1820/25 mit den Eltern und zwei von drei Söhnen: wahrscheinlich Gustav und Robert

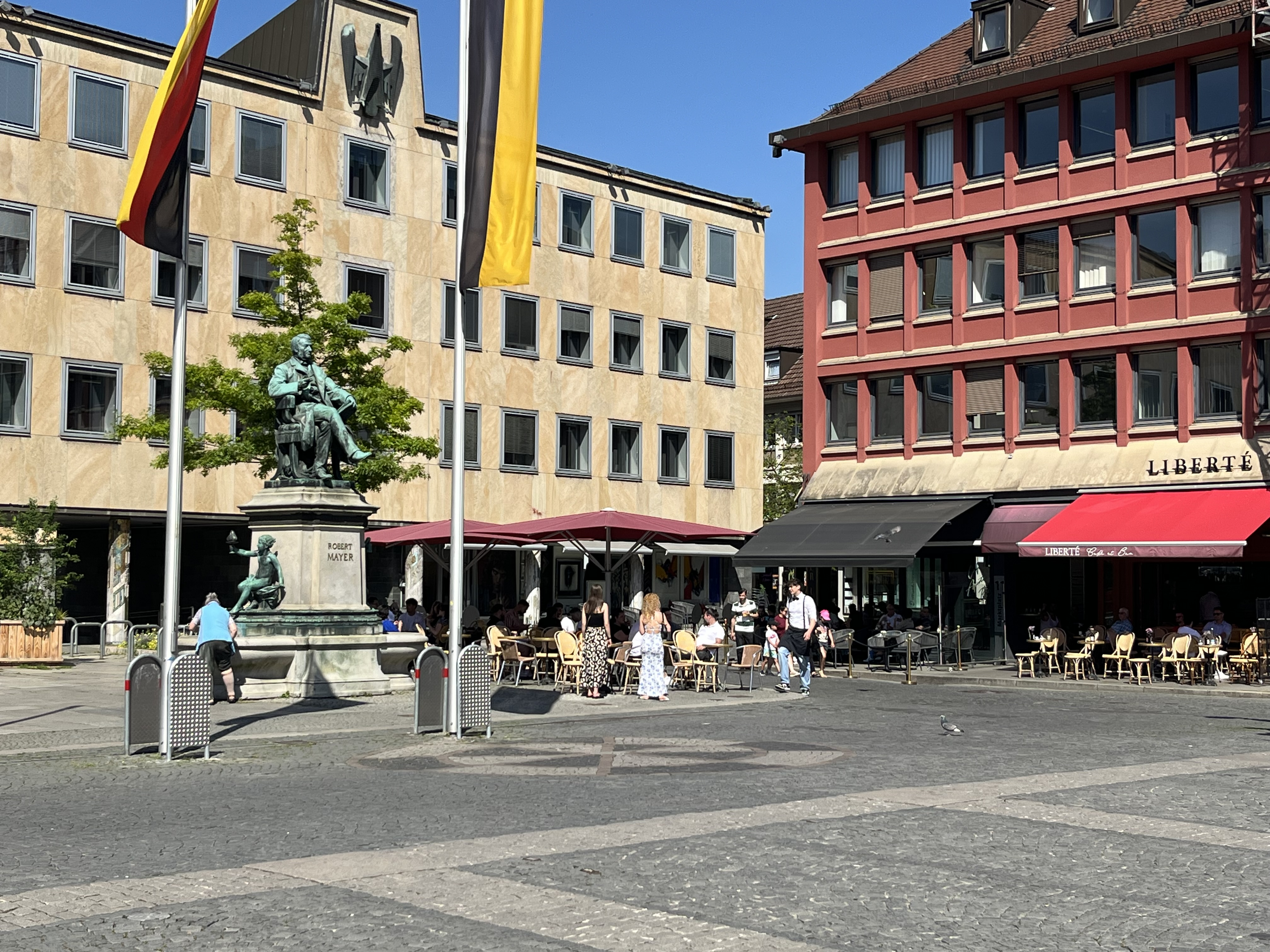
Robert-Mayer-Denkmal auf dem Heilbronner Marktplatz

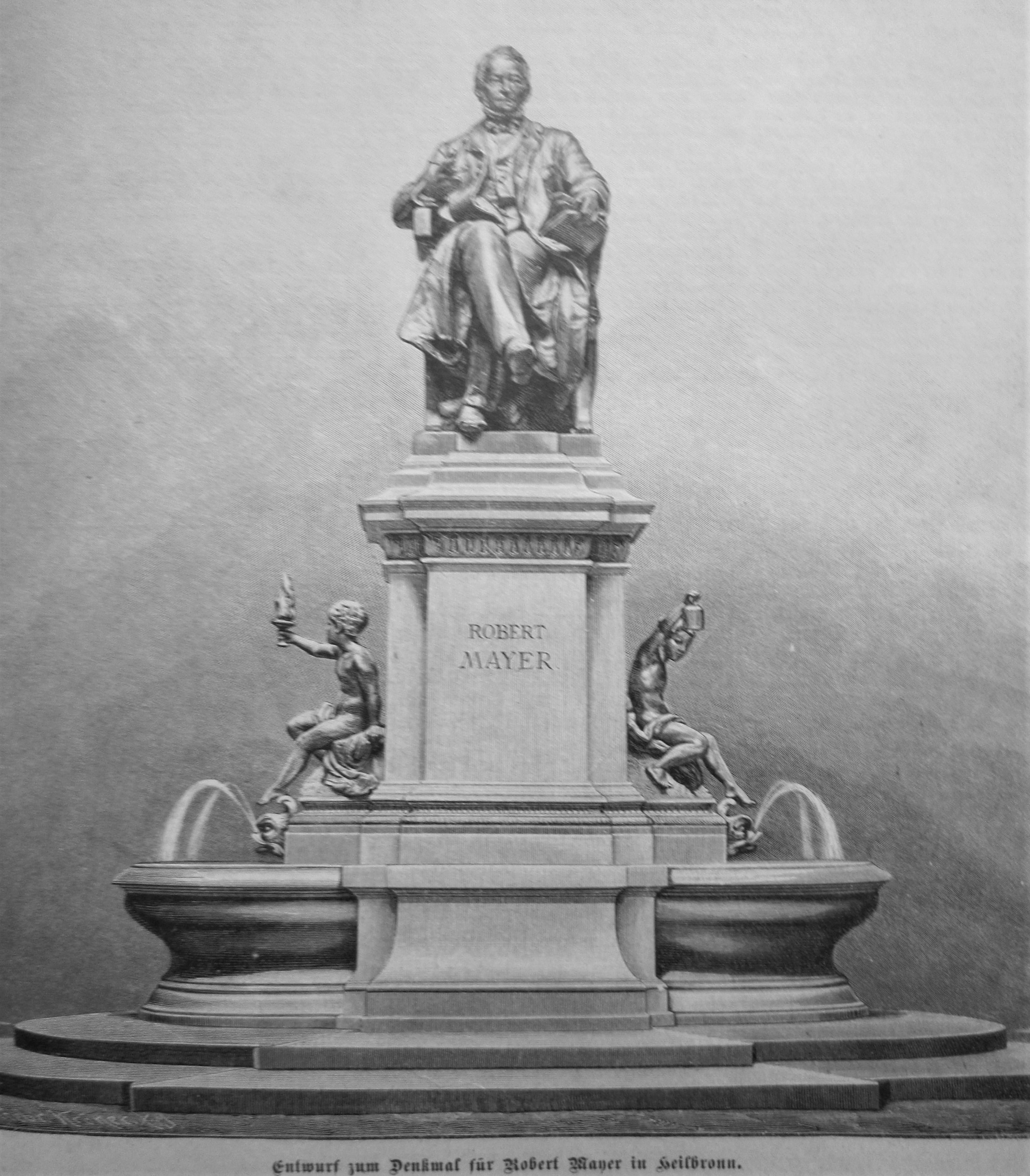
Entwurf zum Denkmal von Robert Mayer in Heilbronn, Holzstich, aus Gartenlaube 1891

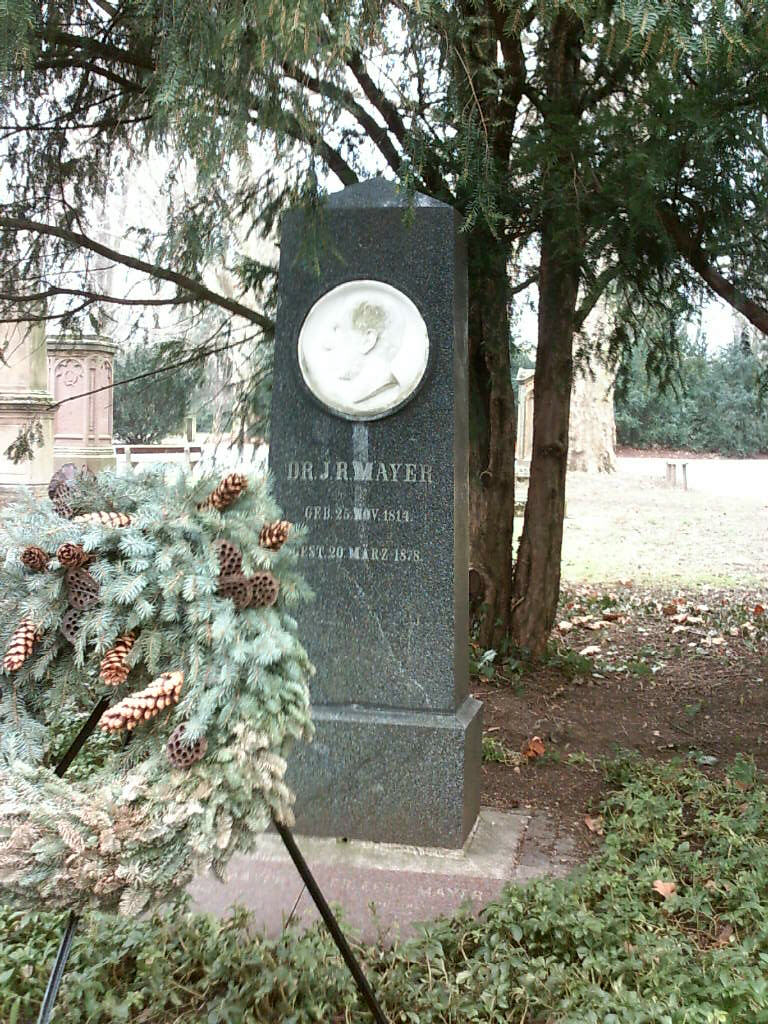
Grabstein Robert Mayers auf dem Alten Friedhof.

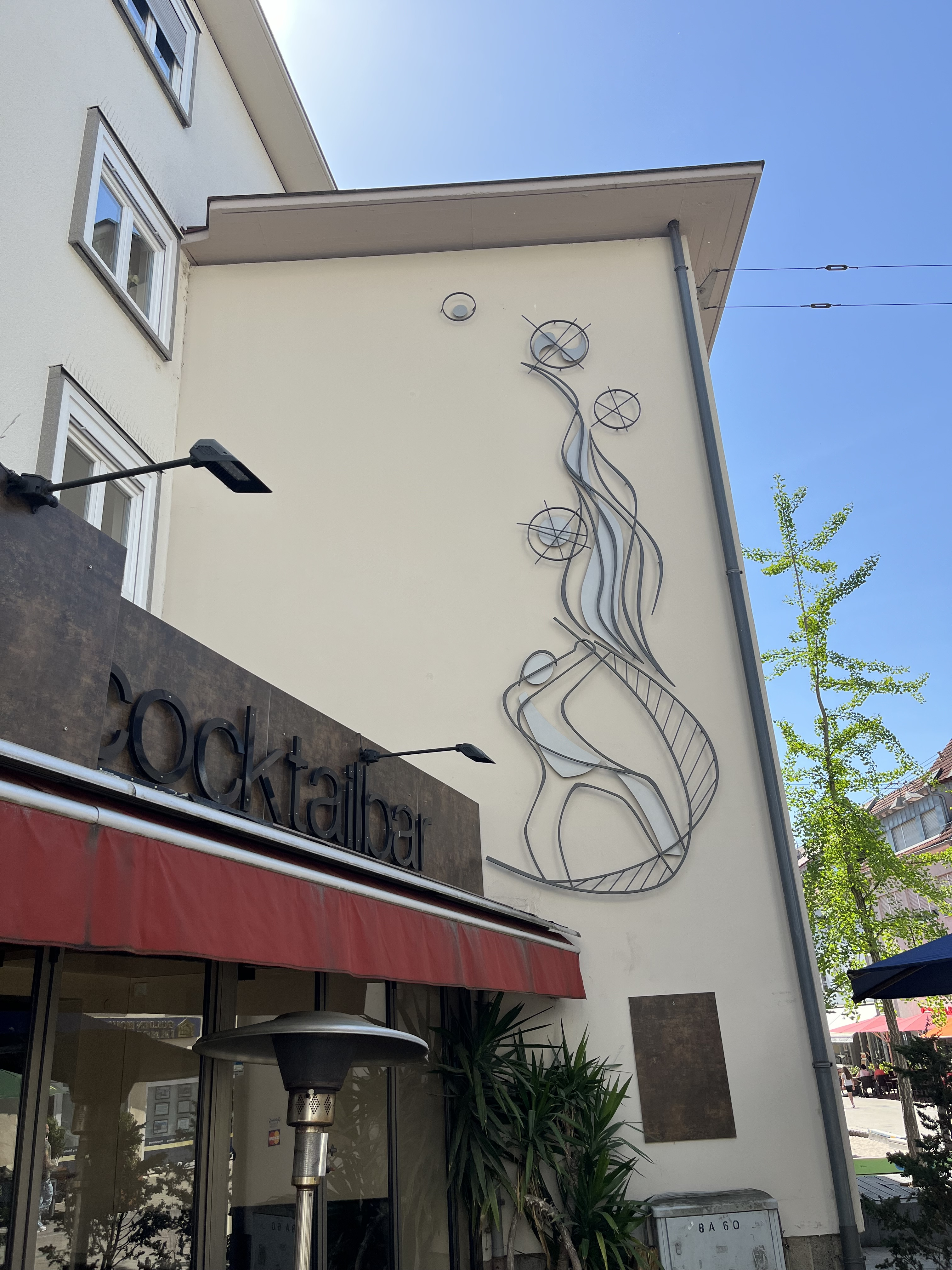
Robert Mayer „Erhaltung der Energie“ Installation von Walter Maisak 1958

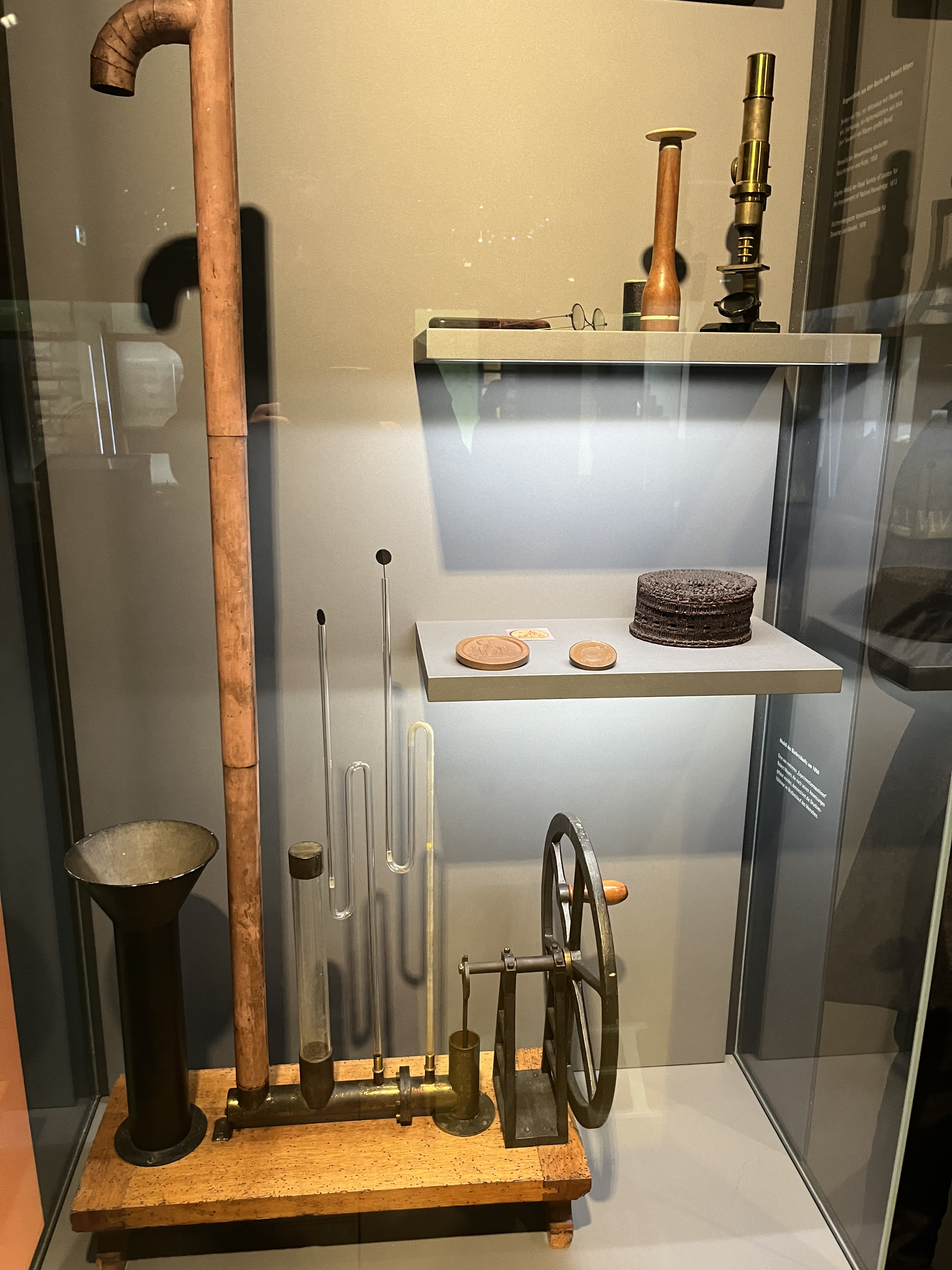
Robert Mayer Vitrine im Heilbronner Museum im Deutschhof

Julius Robert von Mayer, vor 1867 Julius Robert Mayer (* 25. November 1814 in Heilbronn; † 20. März 1878 ebenda), war ein deutscher Arzt und physiologisch forschender Mediziner. Er formulierte als einer der ersten Wissenschaftler den für Physik, Chemie und Medizin bedeutenden Ersten Hauptsatz der Thermodynamik.

## Leben
Julius Robert Mayer wuchs in Heilbronn als jüngster von drei Söhnen des Apothekers Christian Mayer in der Heilbronner Rosenapotheke auf. Er stammte aus einer angesehenen Heilbronner Familie und ist mit Philipp Melanchthon und Johannes Reuchlin verwandt.
Während seine beiden älteren Brüder Friedrich (1805–1872) und Gustav Mayer (1810–1852) wie ihr Vater den Apothekerberuf ergriffen, studierte Robert Mayer nach dem Abitur von 1832 bis 1837 an der Universität Tübingen Medizin, wo er sich dem Corps Guestphalia Tübingen anschloss und 1838 promovierte sowie das Staatsexamen machte. Zwischen 1837 und 1838 war er wegen der Teilnahme an einer unerlaubten unpolitischen Studentenverbindung und „unbefugten Besuchs eines Museumsballs in unschicklicher Kleidung“ ein Jahr von der Universität suspendiert worden. Nach einem Aufenthalt in Paris (1839/40) ließ er sich 1840 als Schiffsarzt auf einem holländischen Dreimaster mit dem Namen Java für eine Reise nach Batavia anheuern. Obwohl er sich bis zum Antritt dieser Reise kaum für physikalische Erscheinungen interessiert hatte, regten ihn nun die Beobachtungen – etwa, dass sturmgepeitschte Wogen wärmer sind als die ruhige See – zum tiefen Nachdenken über die Gesetze der Natur an, insbesondere über das physikalische Phänomen Wärme und die Frage, „ob die direkt entwickelte Wärme (Verbrennungswärme) allein oder ob die Summe der auf direktem und indirektem Wege entwickelten Wärmemengen auf Rechnung des Verbrennungsprozesses geht“. Nach seiner Rückkehr im Februar 1841 widmete Mayer alle seine Kräfte der Lösung dieser Aufgabe.
1841 ließ er sich in Heilbronn nieder, wurde zum Oberamtswundarzt gewählt, heiratete im Jahr darauf Wilhelmine Closs (1816–1899) und lebte von 1842 bis zu seinem Tod 1878 im Kirchhöfle 13. In Heilbronn traf er seinen Freund, den Mathematik- und Physiklehrer Carl Wilhelm Baur, wieder, den er zuerst in Paris getroffen hatte, mit dem er 1841 bis 1844 in Briefwechsel stand, und der ihm Unterricht in Mathematik und Mechanik gab.
Mayer vermutete, dass sich die Wärmeproduktion des menschlichen Körpers bei hohen Temperaturen vermindere, da er bei seinen physiologischen Beobachtungen in den Tropen eine unüblich hellrote Farbe des venösen Blutes feststellte, die er auf eine verminderte „Verbrennung“ von Sauerstoff zurückführte.
Er schickte an Johann Christian Poggendorffs Annalen der Physik eine Abhandlung mit dem Titel Über die quantitative und qualitative Bestimmung der Kräfte, in der er einen „Erhaltungssatz der Kraft“ (gemeint war Energie) postulierte. Da sie fundamentale physikalische Irrtümer enthielt, wurde sie zunächst nicht publiziert. Unbeirrt verfolgte Mayer die Idee weiter und setzte sich mit dem Tübinger Physikprofessor Johann Gottlieb Nörrenberg auseinander, der seine Hypothese zwar ablehnte, ihm aber eine wertvolle Anregung gab, wie er sie experimentell überprüfen könnte.
Wenn Bewegungsenergie sich in Wärmeenergie verwandelt, müsste Wasser durch Schütteln zu erwärmen sein. Mayer konnte nicht nur diesen Nachweis führen, sondern bestimmte auch den quantitativen Faktor der Umwandlung, das Mechanische Wärmeäquivalent. Das Ergebnis seiner Untersuchungen veröffentlichte er 1842 im Maiheft von Justus von Liebigs Annalen der Chemie und Pharmacie unter dem Titel Bemerkungen über die Kräfte der unbelebten Natur. In seinem Büchlein Die organische Bewegung im Zusammenhang mit dem Stoffwechsel (1845) konnte er den Zahlenwert des Wärmeäquivalents noch präzisieren, anfangs mit 365 kpm = 1 kcal, später auf 425 kpm verbessert; die genaue Zahl ist 427 kpm. Diese Relation besagt, dass Arbeit und Wärme einander äquivalent sind und als verschiedene Energieformen in dem oben genannten, immer gleichen Verhältnis, ineinander übergeführt werden können. Dieser Satz wird als Erster Hauptsatz der Wärmelehre bezeichnet und war der Vorreiter des allgemeinen Energieerhaltungssatzes, den Hermann von Helmholtz 1847 formulierte.
Mayer war sich der großen Bedeutung seiner Entdeckung bewusst, aber sein Unvermögen, sich wissenschaftlich auszudrücken, sein Hang zu Spekulationen und seine bekennerhafte Religiosität brachten ihm nicht den gewünschten Ruf als Wissenschaftler ein. Die zeitgenössischen Physiker lehnten seinen Energieerhaltungssatz ab. Sogar von den großen Physikern Hermann von Helmholtz und James Prescott Joule erfuhr er unwürdige Anfeindungen. Man bezweifelte Mayers Qualifikation in physikalischen Fragen und verleumdete ihn.
Im Rahmen der Forschungen zur Energieerhaltung beschäftigte Mayer sich auch mit der damals noch nicht völlig aufgeklärten Photosynthese. Erstmals formulierte er 1842 in seinem Briefwechsel mit Wilhelm Griesinger und dann 1845 in seinem Werk Die organische Bewegung in ihrem Zusammenhange mit dem Stoffwechsel: ein Beitrag zur Naturkunde das Prinzip der Photosynthese: „Die Natur hat sich die Aufgabe gestellt, das der Erde zuströmende Licht im Fluge zu haschen und die beweglichste aller Kräfte, in starre Form umgewandelt, aufzuspeichern. — Die Pflanzen nehmen eine Kraft, das Licht, auf, und bringen eine Kraft hervor: die chemische Differenz.“ Heute spricht man von der Umwandlung von Lichtenergie in chemische Energie.
Nachdem 1848 zwei seiner Kinder kurz hintereinander starben, waren seine Nerven vollends zerrüttet. Auf einen Suizidversuch am 18. Mai 1850 folgten Aufenthalte in den Heilanstalten Kennenburg bei Esslingen, Winnenden und Göppingen. Nach seiner Entlassung war er ein gebrochener Mann. Nach dem Tode seines Bruders Gustav Mayer und seiner Schwägerin Amalie, die nach der gescheiterten Revolution von 1848 mit ihren Kindern in die USA ausgewandert und dort bald an Typhus verstorben waren, nahm er 1852 deren zwei Töchter bei sich auf. Erst 1860 wagte er sich wieder zaghaft an die Öffentlichkeit. Jedoch war in der Zwischenzeit sein wissenschaftlicher Ruhm gewachsen. So erhielt er eine späte Würdigung seiner Leistung, wenngleich er sich ihrer nicht mehr recht erfreuen konnte. Sein Schaffensdrang war dahin. Er blieb im häuslichen Bereich, widmete seine letzten Jahre dem Arztberuf und starb 1878 im Alter von 63 Jahren.
An der 1892 errichteten Bronzestatue von Mayer des Bildhauers Wilhelm von Rümann auf dem Marktplatz von Heilbronn stehen die an die Entdeckung der Energieerhaltung erinnernden Gedichtzeilen:
     Wo Bewegung entsteht

     Wärme vergeht.

     Wo Bewegung verschwindet

     Wärme sich findet.

     Es bleiben erhalten

     Des Weltalls Gewalten,

     Die Form nur vergeht,

     Das Wesen besteht.
Das Denkmal war zwischenzeitlich 1939 vom Marktplatz versetzt an das Südende der Allee, war ab 1956 im Stadtpark und kehrte erst 1990 auf den Marktplatz zurück.

## Ehrungen, Auszeichnungen
- 1859 wurde er zum korrespondierenden Mitglied der Bayerischen Akademie der Wissenschaften gewählt.[7]
- 1867 wurde Julius Robert von Mayer das Ritterkreuz I. Klasse des Ordens der Württembergischen Krone verliehen,[8] mit dem der persönliche Adel mit dem Prädikat von verbunden war.
- 1869 wurde er Ehrenmitglied des Vereins für vaterländische Naturkunde in Württemberg.[9]
- 1870 wurde er als korrespondierendes Mitglied in die Académie des sciences in Paris aufgenommen.[10]
- 1871 erhielt er die Copley-Medaille der Royal Society.
- 1874 wurde er als assoziiertes Mitglied in die Académie royale des Sciences, des Lettres et des Beaux-Arts de Belgique aufgenommen.[11]
- Das Robert-Mayer-Gymnasium Heilbronn mit der Robert-Mayer-Volks- und Schulsternwarte Heilbronn trägt seinen Namen.

Die Berufsfachschule, Fachschule und Meisterschule unter anderem für Kachelofen- und Luftheizungsbauer, Heizungsbauer sowie die einzige Meisterschule für Kupferschmiede in Stuttgart in der Weimarstraße 26 trägt den Namen des berühmten Bürgers von Heilbronn. Auch ist er Namenspatron einer Straße in Frankfurt-Bockenheim am Universitätscampus Bockenheim.
- Am 3. November 2014 erschien eine Briefmarke zum 200. Geburtstag Mayers.[12]

## Rezeption
Eine international nicht akzeptierte Maßeinheit der Wärmekapazität, das Mayer, wurde nach ihm benannt.
Seit 1979 verleiht die VDI-Gesellschaft Energietechnik (heute: VDI-Gesellschaft Energie und Umwelt) den Robert-Mayer-Preis für hervorragende publizistische Leistungen auf den Gebieten der Energietechnik und Energiewirtschaft.
Der russische Schriftsteller Jewgeni Samjatin widmete Mayer 1921 die biographische Skizze Robert Mayer (Роберт Майер).
Die DEFA drehte unter der Regie von Helmut Spiess 1955 den Spielfilm Robert Mayer – Der Arzt aus Heilbronn; das Drehbuch für den 92-minütigen SW-Film schrieb Alfred R. Böttcher. Die Rolle des Robert Mayer spielt Emil Stöhr. Die Premiere fand am 28. Oktober 1955 statt.
Der deutsche Schriftsteller und Arzt Ludwig Finckh verfasste 1931 den Roman "Der göttliche Ruf - Leben und Werk von Robert Mayer".
Der gebürtige Reutlinger Ludwig Finckh war wie Robert Mayer ebenfalls Sohn eines Apothekers.
Der deutsche Schriftsteller und kommunistische Aktivist Hermann Schüller (1893–1948), veröffentlichte 1941 in der Buchreihe "Bücher deutscher Kultur" im Wilhelm Limpert Verlag / Berlin den Titel "
Am Pulsschlag der Welt - Julius Robert Mayer entdeckt die Energie"
Der deutsche Philosoph und Schriftsteller Salomo Friedlaender, welcher 1933 nach Paris emigrierte, schrieb 1905 ein Buch mit dem Titel Julius Robert Mayer, das 2010 als Band 12 der von Hartmut Geerken herausgegebenen Ausgabe Friedlaenders Gesammelter Schriften erschienen ist.
Der deutsche Psychiater Ernst Jentsch beschäftigte sich mit Robert Mayers Krankengeschichte und veröffentlichte 1914 im Julius Springer Verlag „Jullius Robert Mayer - Seine Krankengeschichte und die Geschichte seiner Entdeckung“.
Der Heilbronner Künstler Walter Maisak entwarf 1958 die Eisenplastik "Robert Mayer – Erhaltung der Energie", an der Stelle seines damaligen Wohnhauses in der Heilbronner Innenstadt, heute Kirchhöfle 13 an der Hauswand der Caipirinha Cocktailbar.
Im Haus der Stadtgeschichte Heilbronn
(Städtische Museen Heilbronn - Museum im Deutschhof) werden verschiedene Exponate aus seinem Hausstand, zu seiner Familie und seinem Wirken ausgestellt, darunter das von ihm um 1850 konstruierte Modell des Blutkreislaufs.
Mit dem Erstausgabetag 3. November 2014 gab die Deutsche Post AG ein Postwertzeichen zum 200. Geburtstag von Robert Mayer mit einem Wert von 90 Eurocent heraus. Der Entwurf stammt vom Designer Jens Müller aus Düsseldorf. Zusätzlich zur offiziellen Sondermarke, gestaltete der Heilbronner Philatelistenverein 2014 eine eigene frankaturfähige Briefmarke im Nennwert von 60 Eurocent mit dem Porträt von Robert Mayer und der Aufschrift Deutsche Post.

## Schriften
- Robert Mayer: Über die Herzkraft. In: Archiv für physiologische Heilkunde 10 (1851), S. 512–515.
- Die Mechanik der Wärme in Gesammelten Schriften von Robert Mayer, Stuttgart, Cotta, 1867, 2. Auflage 1874, 3. erw. Auflage 1893 (online auf archive.org).
- Jacob Weyrauch (Hrsg.): Robert Mayer, Kleinere Schriften und Briefe. Stuttgart, Cotta 1893 (online auf archive.org).
- Robert von Mayer über die Erhaltung der Energie. Briefe an Wilhelm Griesinger nebst dessen Antwortschreiben aus den Jahren 1842–1845, Herausgegeben und erläutert von W. Preyer in Berlin, Verlag von Gebrüder Paetel, Berlin 1889.
- Sadi Carnot, Rudolf Clausius, Robert Mayer: Betrachtungen über die bewegende Kraft des Feuers. Ostwalds Klassiker Nr. 37, Nachdruck Verlag Harri Deutsch 2003 (darin von Mayer die beiden Abhandlungen von 1842 und 1845).
- Bemerkungen über die Kräfte der unbelebten Natur, Annalen der Chemie und Pharmacie (Hrsg. Friedrich Wöhler, Justus Liebig), Band 42, 1842, S. 233–240.
  - Englische Übersetzung Remarks on the forces of inorganic nature, Philosophical Magazine, Series 4, Band 24, 1862, S. 371.
- Die organische Bewegung in ihrem Zusammenhange mit dem Stoffwechsel. Ein Beitrag zur Naturkunde, Heilbronn, Verlag der Drechslerschen Buchhandlung 1845 (online auf Bayerische StaatsBibliothek digital). (Digitalisat)
- Beiträge zur Dynamik des Himmels, Heilbronn, Verlag Johann Ulrich Landherr 1848.